# Port lotniczy Pjongjang-Sunan
Port lotniczy Pjongjang-Sunan (kor. 평양국제비행장, IATA: FNJ, ICAO: ZKPY) – międzynarodowy port lotniczy położony 24 km na północ od centrum Pjongjangu. Jest największym portem lotniczym Korei Północnej i głównym hubem linii lotniczych Air Koryo.
Sunan posiada dwa pasy startowe, z których większy (19/01) jest aktualnie w użyciu. drugi pas startowy (17/35) jest zamknięty. Lotnisko pracuje od 06:00 do 22:00 w lecie i 07:00 do 21:00 w zimie.
Na lotnisku znajduje się główny węzeł Air Koryo. W 2000 roku Aerofłot zaprzestał lotów z Moskwy, a później przerwał swoje usługi z Chabarowska. Jedynym zagranicznym przewoźnikiem latającym do KRLD jest Air China, który w czerwcu 2018 roku wznowił loty z Pekinu do Pjongjangu.

## Kierunki lotów i linie lotnicze
| Linia lotnicza | Kierunek                                                                                 |
| -------------- | ---------------------------------------------------------------------------------------- |
| Air Koryo      | 1. Ch’ŏngjin 2. Pekin 3. Samjiyŏn 4. Shenyang-Taoxian 5. Sondok 6. Wŏnsan 7. Władywostok |

## Infrastruktura
Na lotnisku znajduje się parking, centrum biznesowe, udogodnienia dla niepełnosprawnych, sklep bezcłowy, Business Class lounge, postój taksówek, Korea Trade Bank, sklepy z pamiątkami, przechowalnia bagażu, bar i restauracja. Linie Air Koryo oferują autobus między Pjongjangiem a lotniskiem. Księgarnia lotniskowa otwiera się o 10:00.
Lotnisko może przyjąć cztery samoloty jednocześnie. Istnieje również 17 oddzielnych zatok parkingowych dla dodatkowych samolotów. Lotnisko posiada również centrum obsługi technicznej, które składa się z dwóch hangarów.
W 2012 roku rozpoczęto modernizację portu, przygotowując do budowy między innymi nowego Terminal 2 (międzynarodowy), Terminal 1 (krajowy) i nową wieżę kontroli lotów W roku 2015 otwarto terminal międzynarodowy, natomiast w 2016 roku krajowy. Nowe terminale posiadają sklepy wolnocłowe, kawiarnie, kioski z prasą i kafejki internetowe. Obecnie używana jest droga startowa 01/19, natomiast drugi pas 17/35 zamknięto w 2013 roku. 
Obok lotniska, w odległości około 800 metrów znajduje się stacja kolejowa Sunan, położona na linii P'yŏngŭi z Pjongjangu do Chin.